# Karbon14
Karbon 14 – program do tworzenia grafiki wektorowej, rozwijany przez społeczność KDE. Może przetwarzać typowe figury geometryczne i pozwala tworzyć proste rysunki i ilustracje. Program ten można znaleźć w pakiecie Calligra dla systemu Linux.

## Obsługiwane formaty

### Formaty importu grafiki
- Dokument Karbon14 (Format KOffice)
- Skalowalna Grafika Wektorowa (SVG)
- Plik XML
- Obraz EPS
- Plik obrazu MSOffice
- Dokument Adobe Illustrator

### Formaty eksportu grafiki
- Dokument Karbon14 (Format KOffice)
- Dokument Karbon14 (Nieskompresowany XML)
- Obraz PNG
- Skalowalna Grafika Wektorowa (SVG)
- Obraz EPS
- Format obrazu programu GIMP
- Metaplik Windows
- Dokument Adobe Illustrator

## Interfejs programu
```
1 – pasek rozwijalnych menu
2 – pasek pliku
3 – pasek widoku

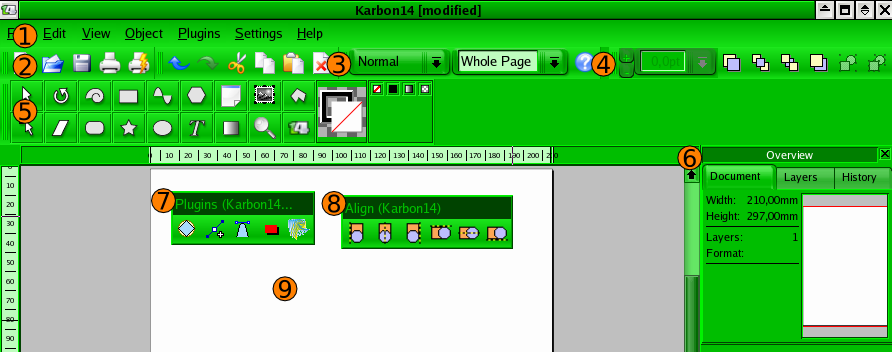

4 – pasek ustawień kolejności obiektów
5 – pasek narzędzi
6 – podgląd edycji
7 – pasek wtyczek
8 – pasek wyrównania obiektów
9 – pole edycji rysunku
```

### Wtyczki
- Flatten Path –         spłaszczenie figury (poprzez usunięcie części węzłów)
- Insert Knots –         dodanie węzła na ścieżce
- Round Corners –        zaokrąglenie kątów
- Shadow Effect –        rzucenie cienia pod figurą
- Whirl/Pinch – skręcenie figury

### Kolejność obiektów
Bring to Front – ustaw na wierzchu
Raise –          ustaw wyżej
Lower –          ustaw niżej
Send to Back –   ustaw na spodzie

### Wyrównanie obiektów
- Align Left –                         wyrównanie do lewej
- Align Center (Horizontal) – wyrównanie do środka, horyzontalnie
- Align Right –                        wyrównanie do prawej
- Align Top –                          wyrównanie do góry
- Align Center (Vertical) –   wyrównanie do środka, wertykalnie
- Align Bottom –                       wyrównanie do dołu

### Overview– podgląd edycji
Domyślnie okno to zlokalizowane jest z prawej strony, obok okna edycji rysunku.

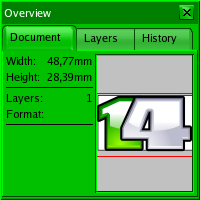
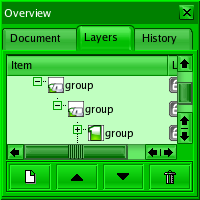
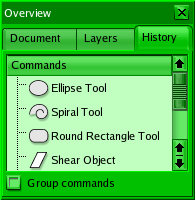

Document – zakładka z podglądem rysunku. Można, prócz wyglądu miniaturki całego rysunku, sprawdzić jego wielkość, liczbę warstw, oraz format kartki na jakiej jest rysowany.
Layers – w zakładce tej możliwy jest podgląd poszczególnych warstw, grup obiektów i pojedynczych obiektów. Po kliknięciu na którąś z gałęzi zaznaczony zostanie odpowiedni obiekt, lub ich grupa, w oknie edycji rysunku. Można tu także dodawać lub usuwać warstwy.
History – zakładka, w której ukazane są wszystkie dokonane zmiany. Historię zmian można, dla wygody, pogrupować.

### Narzędzia
```
1 – narzędzie wyboru
2 – narzędzie obracające obiekty
3 – narzędzie rysujące spirale
4 – narzędzie rysujące czworokąty
5 – narzędzie rysujące sinusoidy
6 – narzędzie rysujące wielokąty
7 – narzędzie wyboru deseniu
8 – narzędzie dodające obrazy (
png
, 
jpg
, 
gif
)
9 – narzędzie rysujące krzywe łamane
10 – okno wyboru obramowania i wypełnienia
11 – narzędzie do edycji węzłów
12 – shear
13 – narzędzie rysujące prostokąty z zaokrąglonymi rogami
14 – narzędzie rysujące gwiazdy
15 – narzędzie rysujące elipsy
16 – narzędzie do wstawiania tekstu
17 – narzędzie do edycji gradientów
18 – narzędzie powiększania
a – brak wypełnienia
b – wypełnienie kolorem
c – wypełnienie gradientem
d – deseń
```

Okno wyboru obramowania i wypełnienia
```
1 – ustawienie koloru konturu
2 – ustawienie koloru wypełnienia
```

#### Opcje i ustawienia poszczególnych narzędzi
Po wybraniu odpowiedniego narzędzia, używamy go, klikając i przeciągając kursorem po polu edycji obrazu. Opcje narzędzi będą wówczas ustawione na domyślne, lub takie z jakich skorzystano przy poprzednim użyciu narzędzia.
Okno opcji i ustawień narzędzia otwieramy
- podwójnym kliknięciu na przycisk narzędzia
- po wybraniu narzędzia kliknięcie na pole edycji obrazu (bez przeciągania)

Narzędzie wyboru
- Select in current layer – wybór w aktualnej warstwie
- Select in visible layers – wybór w widocznej warstwie
- Select in selected layer – wybór w wybranej warstwie

Spirale
- Type – typ spirali
  - Round – okrągła
  - Rectangular – wielokątna

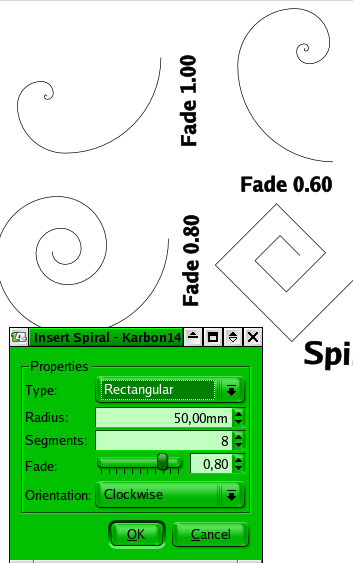
Rysowanie spiral
typy i okno ustawień

- Radius – odstępy między poszczególnymi punktami a środkiem figury
- Segments – liczba segmentów, z których zrobiona będzie spirala
- Fade – wartość odpowiedzialna za stopień skręcenia spirali
- Orientation – kierunek skręcenia spirali
  - Clockwise – kierunek zgodny z kierunkiem ruchu wskazówek zegara
  - Counter Clockwise – kierunek przeciwny do ruchu wskazówek zegara

Czworokąty
- Width – szerokość czworokąta
- Height – wysokość czworokąta

Sinusoidy
- Width – szerokość sinusoidy
- Height – wysokość sinusoidy
- Periods – okresy (powtórzenia)

Wielokąty
- Radius – odstępy między poszczególnymi punktami a środkiem figury
- Edges – liczba wierzchołków

Deseń
- New (png jpg gif) – nowy deseń z pliku
- Delete – usuń deseń

Czworokąty o zaokrąglonych rogach
- Width – szerokość figury
- Height – wysokość figury
- Edge radius X – zaokrąglenie, odstęp od wierzchołka, współrzędna X
- Edge radius Y – zaokrąglenie, odstęp od wierzchołka, współrzędna Y

Gwiazdy
- Type star – typ gwiazdy
  - Outline – obrys
  - Spoke – szprychowany wielokąt

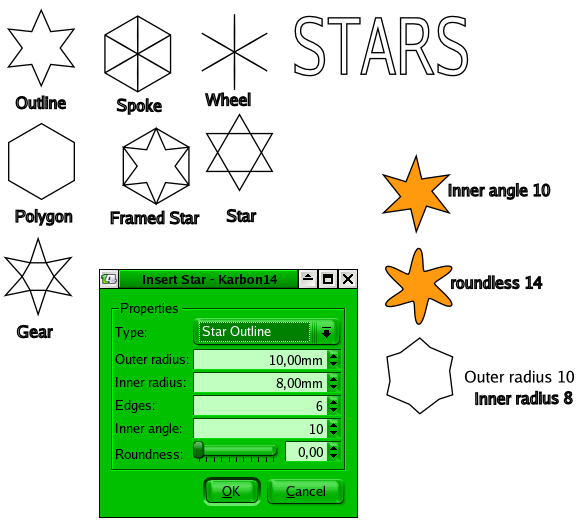
Rysowanie gwiazd
typy i okno ustawień

  - Wheel – koło (szprychy bez obramowania)
  - Polygon – wielokąt (samo obramowania)
  - Framed Star – ramka (obrys w obramowaniu)
  - Star – gwiazda (pn. pentagram, heksagram itp.)
  - Gear – przekładnia, podstawa trójkąta tworzącego ramię gwiazdy, jest mniejsza niż ramię tegoż trójkąta (trójkąty tworzące ramiona gwiazdy są trójkątami równoramiennymi, a nie, jak poprzednio, równobocznymi)
- Outer radius – odstępy między poszczególnymi punktami zewnętrznymi a środkiem figury
- Inner radius – odstępy między poszczególnymi punktami wewnętrznymi a środkiem figury
- Edges – liczba wierzchołków
- Inner angle – kąt przesunięcia wewnętrznych punktów względem punktów zewnętrznych
- Roundness – zaokrąglenie wierzchołków

Elipsy
- Type – typ elipsy
  - Full – pełna

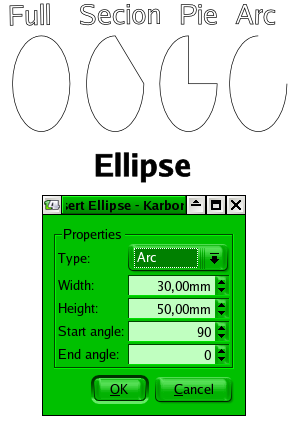
Rysowanie elips
typy i okno ustawień

  - Section – figura powstała poprzez usunięcie odcinka elipsy
  - Pie – figura powstała poprzez usunięcie wycinka elipsy
  - Arc – łuk elipsy
- Width – szerokość elipsy
- Height – wysokość elipsy
- Start angle – kąt początkowy
- End angle – kąt końcowy

Gradient
- Type – typ gradientu
  - Linear – gradient liniowy
  - Radial – gradient kołowy
  - Conical – gradient stożkowy
- Repeat – powtarzanie gradientu
  - None – brak powtarzania
  - Reflect – powtarzanie przez odbicie lustrzane
  - Repeat – zwykłe powtarzanie
- Target – element docelowy
  - Stroke – kontur obiektu
  - Fill – wypełnienie obiektu
- Overall opacity – stopień widoczności (przezroczystość)
- Add to Predefinied Gradients – dodaj do zdefiniowanych gradientów
- Predefinied – zdefiniowane gradienty

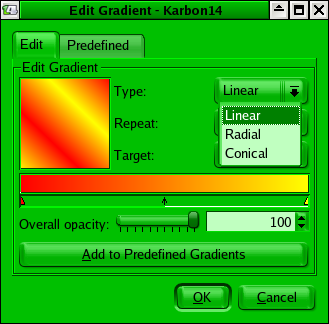
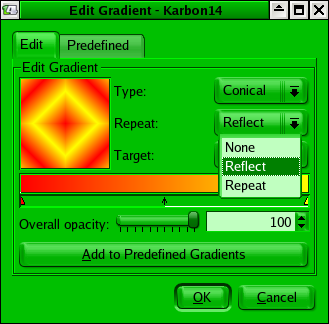
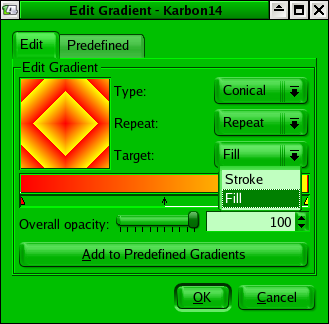
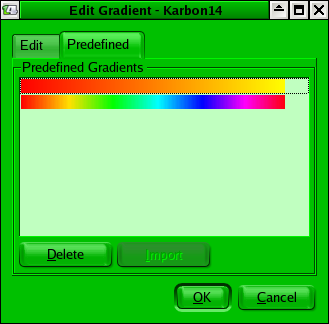

  - Delete – usuń
  - Import – importuj z pliku